# Caça e Pesca
Caça e Pesca é um canal "Premium" da ZON TV dedicado aos amantes da caça, pesca e natureza. Transmitido em espanhol com 80% da sua programação legendada em português.
Foi lançado a 1 de Abril de 2008, sendo que esteve em sinal aberto para clientes ZON TV Cabo até 30 de Abril.